# Nancy Jepkosgei Kiprop
Nancy Jepkosgei Kiprop, auch Nancy Kiprop oder Nancy Cletius (geboren 7. Juli 1979 in Chesitek) ist eine kenianische Langstreckenläuferin, die sich auf Marathonstrecken und Straßenläufe spezialisiert hat. Sie engagiert sich für die Bildungsförderung in ihrer Heimatregion und investiert ihre Preisgelder nachhaltig in die Gründung und den Aufbau einer Schule.

## Leben
Nancy Jepkosgei Kiprop wurde in Chesitek, einem Dorf im kenianischen Hochland, geboren. Sie besuchte die Kipson High School in Iten und absolvierte ein Studium am Tambach Teachers College, das sie 2001 abschloss. Anschließend arbeitete sie als Lehrerin und verfolgte zusätzlich eine sportliche Laufbahn als Langstreckenläuferin. Sie lebt und trainiert nahe der Provinzhauptstadt Iten, dem Langstrecken-Laufzentrum im kenianischen Hochland, etwa 320 Kilometer nordwestlich der Hauptstadt Nairobi gelegen.
2017 gründete sie in Chesitek die Nancy Cletius Academy. Die Schule ist auf inzwischen 125 Schülerinnen und Schüler im Alter zwischen drei und acht Jahren sowie sieben feste Lehrkräfte gewachsen. Kiprop ist selbst Direktorin der Schule, ihr Mann für die Organisation zuständig.
Kiprop ist siebenfache Mutter. Sie hat zwei leibliche und fünf Adoptivkinder.

## Sportliche Erfolge
Kiprop hält mit 1:07:49 h den Streckenrekord der Frauen beim Venloop, dem jährlich stattfindenden Halbmarathon im niederländischen Venlo. Nachdem sie 2017 und 2018 den Wien-City-Marathon gewonnen hatte, sorgte sie beim Wien-City-Marathon 2019 für einen Hattrick und verbesserte den seit 2000 bestehenden Streckenrekord der italienischen Läuferin Maura Viceconte auf 2:22:12 h.

### Resultate (Auswahl)
- 2. Platz in 2:27:34 h, Valencia-Marathon 2015
- 2. Platz in 2:25:13 h, Valencia-Marathon 2016
- 1. Platz in 2:24:20 h, Wien-City-Marathon 2017
- 2. Platz in 1:07:22 h, Prag-Halbmarathon 2017
- 1. Platz in 2:24:18 h, Wien-City-Marathon 2018
- 1. Platz in 1:07:49 h, Venloop-Halbmarathon 2018, Streckenrekord
- 7. Platz in 2:22:46 h, Frankfurt-Marathon (Frankfurt am Main) 2018
- 1. Platz in 2:22:12 h, Wien-City-Marathon 2019, Streckenrekord
- 1. Platz in 1:09:12 h, Halbmarathon Paris 2019

### Persönliche Bestzeiten
- 10-km-Straßenlauf: 31:57 min, 9. April 2006, Barcelona
- 15-km-Straßenlauf: 48:55 min, 18. Juni 2006, Porto
- Halbmarathon: 1:07:22 h, 16. September 2017, Ústí nad Labem
- Marathon: 2:22:12 h, 7. April 2019, Wien